# Wied Żnuber Dolmen
 Der Wied Znuber Dolmen liegt im gleichnamigen Trockental (maltes. Wied) bei Ħal-Far auf der Insel Malta.
Der Dolmen liegt auf der Westseite der südwärts verlaufenden Schlucht, im Süden des ehemaligen Flugplatzes von Ħal-Far, auf dem sich heute ein Gewerbegebiet befindet. Auf Maltesisch werden Dolmen als l-imsaqqfa (mit einem Dach versehen) bezeichnet. Sie bestehen aus einem roh behauenen Deckstein, der auf zwei oder drei Seiten von Tragsteinen gestützt wird, die zumeist auf einer ihrer langen Schmalseiten stehen. Unter der Mitte ist der Felsuntergrund ausgearbeitet, so dass eine bis zu 60 cm tiefe Grube entstand. Die Dolmen dienten als Begräbnisstätte (für Brandgräber). Die Megalithanlagen stammen aus der frühen bronzezeitlichen „Tarxien-Cemetery-Phase“ (2500–1500 v. Chr.). Die nächsten Parallelen finden sich in Apulien und auf Sizilien, was die einfache Form angeht, auf dem Golan.

## Beschreibung
Der Wied Znuber Dolmen besteht im Wesentlichen aus dem 3,8 × 1,6 m messenden Deckstein, auf dessen Oberseite eine 1,06 × 0,66 m messende etwa 5 cm tiefe Aussparung zu finden ist. Dabei könnte es sich um ein Becken (engl. Rock-cut Pans) unbekannter Funktion handeln. Es gibt weitere sechs Vertiefungen unbekannter Zeitstellung, eine an jeder Ecke und je eine am Rand jeder Langseite. Unter der Deckplatte wurde der anstehende Fels bis zu 0,7 m tief ausgehöhlt, um eine Kammer zu bilden, die auf jeder Schmalseite durch einen 30 cm hohen Block erhöht wurde; auf diesen ruht der Deckstein.